# Abraxas candida
Abraxas candida är en fjärilsart som beskrevs av Rayner 1903. Abraxas candida ingår i släktet Abraxas och familjen mätare. Inga underarter finns listade i Catalogue of Life.